# Coppa FIRA 1977-1978
La Coppa FIRA 1977-78 (in francese Trophée européen FIRA 1977-78), anche Coppa Europa 1977-78, fu il 18º campionato europeo di rugby a 15 organizzato dalla FIRA.
Si tenne dal 2 ottobre 1977 al 28 maggio 1978 tra 6 squadre che si affrontarono con la formula del girone unico.
Dopo la parentesi rumena, il torneo tornò per la quindicesima volta alla Francia, che suggellò la vittoria finale all'Aquila battendo l'Italia nell'ultima partita di entrambe per tale edizione.
La citata Italia, dal canto suo, aveva compromesso il suo cammino nella competizione già dall'esordio, sacrificando l'impegno a un appuntamento internazionale di prestigio: nello stesso fine settimana in cui era in programma l'impegno contro la Polonia, infatti, la squadra azzurra era attesa a un incontro a Padova con la Nuova Zelanda cui presero parte i migliori elementi della nazionale più tre stranieri di vaglia del campionato; a Varsavia si recò quindi una squadra rimaneggiata che perse 6-12.
Nel prosieguo del torneo, prima della citata sconfitta contro la Francia, ne giunse un'altra con la Spagna, al 2021 l'ultima contro gli iberici, e un pareggio 10-10 a Reggio Calabria.
Nella seconda divisione si assisté alla promozione dell'Unione Sovietica, vincitrice nella doppia finale di categoria sulla Jugoslavia.

## Squadre partecipanti
| 1ª divisione   | 2ª divisione | 2ª divisione     |
| 1ª divisione   | Girone A     | Girone B         |
| -------------- | ------------ | ---------------- |
| Cecoslovacchia | Belgio       | Germania Ovest   |
| Francia        | Jugoslavia   | Svezia           |
| Italia         | Marocco      | Unione Sovietica |
| Polonia        |              |                  |
| Romania        |              |                  |
| Spagna         |              |                  |

## 1ª divisione
| Data       | Incontro                    | Risultato | Sede             |
| ---------- | --------------------------- | --------- | ---------------- |
| 2-10-1977  | Francia XV ― Cecoslovacchia | 63-35     | Hagondange       |
| 23-10-1977 | Polonia ― Italia            | 12-6      | Varsavia         |
| 29-10-1977 | Cecoslovacchia ― Italia     | 4-10      | Praga            |
| 5-11-1977  | Romania ― Polonia           | 38-21     | Bucarest         |
| 20-11-1977 | Polonia ― Francia XV        | 9-26      | Częstochowa      |
| 26-11-1977 | Italia ― Romania            | 10-10     | Reggio Calabria  |
| 10-12-1977 | Francia ― Romania           | 9-6       | Clermont-Ferrand |
| 17-12-1977 | Spagna ― Italia             | 10-3      | Madrid           |
| 29-1-1978  | Spagna ― Francia XV         | 3-20      | Madrid           |
| 4-2-1978   | Italia ― Francia A1         | 9-31      | L'Aquila         |
| 9-4-1978   | Romania ― Cecoslovacchia    | 60-6      | Bucarest         |
| 16-4-1978  | Romania ― Spagna            | 76-3      | Bucarest         |
| 7-5-1978   | Spagna ― Cecoslovacchia     | 20-13     | Barcellona       |
| 21-5-1978  | Polonia ― Spagna            | 22-28     | Varsavia         |
| 28-5-1978  | Cecoslovacchia ― Polonia    | 3-14      | Vyškov           |

|               | Classifica     | G | V | N | P | PF  | PS  | P±   | PT |
| ------------- | -------------- | - | - | - | - | --- | --- | ---- | -- |
|               | Francia        | 5 | 5 | 0 | 0 | 158 | 77  | +81  | 15 |
|               | Romania        | 5 | 3 | 1 | 1 | 190 | 49  | +141 | 12 |
|               | Spagna         | 5 | 3 | 0 | 2 | 64  | 134 | -70  | 11 |
|               | Polonia        | 5 | 2 | 0 | 3 | 93  | 110 | -17  | 9  |
|               | Italia         | 5 | 1 | 1 | 3 | 38  | 67  | -29  | 8  |
| Retrocessione | Cecoslovacchia | 5 | 0 | 0 | 5 | 61  | 167 | -106 | 5  |

## 2ª divisione

### Girone A
| Data       | Incontro             | Risultato | Sede        |
| ---------- | -------------------- | --------- | ----------- |
| 1-7-1977   | Marocco ― Jugoslavia | 0-20      | Casablanca  |
| 29-10-1977 | Belgio ― Marocco     | 0-25      | Bruxelles   |
|            | Jugoslavia ― Belgio  | 6-0       | Per forfait |

|  | Classifica | G | V | N | P | PF | PS | P±  | PT |
|  | ---------- | - | - | - | - | -- | -- | --- | -- |
|  | Jugoslavia | 2 | 2 | 0 | 0 | 26 | 0  | +26 | 6  |
|  | Marocco    | 2 | 1 | 0 | 1 | 25 | 20 | +5  | 4  |
|  | Belgio     | 2 | 0 | 0 | 2 | 0  | 31 | -31 | 1  |

### Girone B
| Data       | Incontro                          | Risultato | Sede          |
| ---------- | --------------------------------- | --------- | ------------- |
| 9-10-1977  | Svezia ― Unione Sovietica         | 0-20      | Vänersborg    |
| 30-10-1977 | Germania Ovest ― Svezia           | 11-16     | Berlino Ovest |
| 9-5-1978   | Unione Sovietica ― Germania Ovest | 64-9      | Char'kov      |

|  | Classifica       | G | V | N | P | PF  | PS | P±  | PT |
|  | ---------------- | - | - | - | - | --- | -- | --- | -- |
|  | Unione Sovietica | 2 | 2 | 0 | 0 | 102 | 15 | +87 | 6  |
|  | Svezia           | 2 | 1 | 0 | 1 | 22  | 49 | -27 | 4  |
|  | Germania Ovest   | 2 | 0 | 0 | 2 | 20  | 80 | -60 | 2  |

### Finale
| Sarajevo 14 maggio 1978                                           | Jugoslavia | 3 – 18 referto               | Unione Sovietica |  |
| mt Žuravlev Salavatov Karpuchin Pavlinec c.p. Gonjani drop Prošin |            |                              |                  |  |
|                                                                   |            |                              |                  |  |
|                                                                   | mt         | Žuravlev Salavatov Karpuchin |                  |  |
| Pavlinec                                                          | c.p.       | Gonjani                      |                  |  |
|                                                                   | drop       | Prošin                       |                  |  |

| Mosca 18 maggio 1978                                                  | Unione Sovietica | 16 – 6 referto | Jugoslavia |  |
| Gonjani Karpuchin mt Gonjani tr Gonjani c.p. Pavlinec (2) Prošin drop |                  |                |            |  |
|                                                                       |                  |                |            |  |
| Gonjani Karpuchin                                                     | mt               |                |            |  |
| Gonjani                                                               | tr               |                |            |  |
| Gonjani                                                               | c.p.             | Pavlinec (2)   |            |  |
| Prošin                                                                | drop             |                |            |  |